# TX Cancri
TX Cancri is een meervoudige W Ursae Majoris-ster in de open sterrenhoop Praesepe.